# Denbighshire
Denbighshire (galeză Sir Ddinbych) este una dintre cele 22 zone de consiliu ale Țării Galilor. Pe lângă orașul reședință Ruthin (5.000 loc), alte orașe importante sunt: Denbigh (8.500 loc.), Prestatyn (15.000 loc.) și Rhyl (25.000 loc.).

## Personalități născute aici
- Ann Clwyd (n. 1937), om politic, europarlamentar.

1. ↑  Directions to the Local Democracy and Boundary Commission for Wales 2016 (PDF)
2. ↑   https://ons.maps.arcgis.com/home/item.html?id=a79de233ad254a6d9f76298e666abb2b Lipsește sau este vid: |title= (ajutor)